# 猪瀬佑太
猪瀬 佑太（いのせ ゆうた、1982年3月15日 - ）は、日本の元ラグビー選手。

## プロフィール
- 茨城県出身[1]。
- ポジションはプロップ(PR)。
- 身長 182cm、体重 110kg
- ニックネームはパグ。
- 日本代表キャップは6。（2016年10月現在）
- U21日本代表に選ばれたことがある[2]。
- 関東代表に選ばれたことがある[3]。

## 略歴
高校からラグビーを始めた。
2000年、常総学院高校卒業後、大阪体育大学に入る。
2004年、大阪体育大学卒業後、NECグリーンロケッツに加入。同年12月5日に行われたジャパンラグビートップリーグ第8節のヤマハ発動機（ジュビロ）戦に途中出場で公式戦初出場を果たす。 
2016年12月にトップリーグ100試合出場を達成。
2018年、現役を引退した。